# Cerastium macranthum
Cerastium macranthum är en nejlikväxtart som beskrevs av Pierre Edmond Boissier. Cerastium macranthum ingår i släktet arvar, och familjen nejlikväxter. Inga underarter finns listade i Catalogue of Life.